# Сидоров, Алексей Васильевич
Алексей Васильевич Сидоров (2 января 1969) — российский биатлонист, участник Кубка мира, серебряный призёр чемпионата Европы (1997). Мастер спорта России международного класса, заслуженный тренер России.

## Биография
Выступал за спортивный клуб Вооружённых Сил.
В 1997 году принимал участие в чемпионате Европы в австрийском Виндишгарстене. В эстафете в составе сборной России завоевал серебряные медали вместе с Владимиром Бехтеревым, Андреем Падиным и Эдуардом Рябовым. В спринте на этом чемпионате занял седьмое место.
Принимал участие в гонках Кубка мира в сезоне 1996/97 на этапах в Оберхофе и Новосибирске. Стартовал в четырёх гонках, в последней из них — спринте в Новосибирске — показал свой лучший результат, заняв 16-е место. В общем зачёте Кубка мира 1996/97 занял 68-е место, набрав 10 очков.
После окончания спортивной карьеры работал тренером в новосибирском региональном центре спортивной подготовки. Впоследствии работает заместителем заведующего кафедрой физической подготовки Тюменского высшего военно-инженерного командного училища имени маршала инженерных войск А. И. Прошлякова. Имеет воинское звание подполковника.